# Palle Schmidt
Palle Schmidt (født 1972) er en dansk tegneserietegner, illustrator og forfatter.
Palle Schmidt startede sin karriere i 1990’erne som illustrator og skribent ved rollespilsmagasinet Fønix, og i 1999 debuterede han med tegneserien De lange næsers nat. 
Hans egne udgivelser foregår ofte i dystert og kriminalitetsinficeret noir-univers med de to graphic novels Blodets Konkubine og STILETTO som de mest prominente eksempler. STILETTO var nomineret til Pingprisen i 2014.
Størst international opmærksomhed har Palle Schmidt fået i forbindelse med samarbejdet med den amerikanske tegneserieforfatter Chris Miskiewicz. Miniserien Thomas Alsop blev kaldt årets beste miniserie i 2014 af USA Today.
Som tegneserietegner har han også arbejdet sammen med forfatteren Jesper Wung-Sung i forbindelse med Diego & Dolly fra 2016 og med forfatterparret A. J. Kazinski omkring tegneserieudgaven af deres prisvindende roman Den sidste gode mand. 
Sideløbende med tegneserierne har Palle Schmidt lavet illustrationer til en række bøger af andre forfattere og til bogserien om drengen Nelson, som han skriver sammen med Line Leonhardt. De to har også skrevet serien trilogien om (u)vennerne, Ludvig og Leo. 
Fra 2012 og frem har Palle Schmidt i stigende grad markeret sig som forfatter af en række ungdomsbøger, der befinder sig i grænselandet mellem spænding og psykologisk drama.
I 2017 udsendte Palle Schmidt bogen SOLO - survival guide til kreative freelancere. Bogen samlede hans egne og atten andre freelanceres erfaringer med at have en karriere som kreativ freelancer.

### Tegneserier / graphic novels
- De lange næsers nat (Bogfabrikken 1999)
- Skyggen af bevis (Fahrenheit 2005)
- Blodets Konkubine (Fahrenheit 2008, amr. udg. 2011)
- STILETTO (Fahrenheit 2013, amr. udg. 2015)

#### Sammen med Chris Miskiewicz
- Fish Everywhere (ACT-I-VATE 2011)
- Thomas Alsop: The Case of Dead Uncle (Trip City 2012)
- Thomas Alsop (Boom! Studios 2014)
- Thomas Alsop – Manhattans beskytter (Fahrenheit 2015)
- Thomas Alsop – 3000 sjæle (Fahrenheit 2017)

#### Sammen med Jesper Wung-Sung
- Diego & Dolly (Høst og Søn 2016)
- Den uægte (Høst og Søn 2018)

#### Sammen med A. J. Kazinski
- Den sidste gode mand (Politikens forlag 2017)

### Illustrationer
- Noas Ark II af Line Leonhardt (Politikens Forlag 2009)
- Ghostface Killah: 36 Seasons (Tommy Boy 2014). Dele af interior art til LP.
- La Gazella dello Sport af Line Leonhardt (Lamberth 2015)
- Grise i krise af Line Leonhardt (Fahrenheit 2016)
- Spiloppo – Ingen tager en klovn alvorligt af Kristian Mørk og Oliver Zahle (Carlsen 2016)
- Spiloppo – Med skurke på skattejagt af Kristian Mørk og Oliver Zahle (Carlsen 2017)
- Spiloppo – 3 af Kristian Mørk og Oliver Zahle (Carlsen 2018)

### Skønlitteratur
- Godt Nytår! (Gyldendal 2012)
- Black Heart (PopcornFiction.com 2012)
- En del af mig (Forum 2013)
- Boomerang (Gyldendal 2013)
- Natløb (Høst og Søn 2014)
- Fanden på væggen (Calibat 2016)
- I et andet liv – en fletroman (Høst og Søn 2016)
- Zahira (Høst og Søn 2018)

#### Sammen med Line Leonhardt
- Nelson på ulvejagt (Carlsen 2015)
- Nelson og zombiefødselsdagen (Carlsen 2015)
- Nelson i Rom (Calibat 2017)
- Nelsons jul (Calibat 2017)
- Nelsons seje psykofætter og den sygt kedelige konfirmation (i ... Den store Nelson)
- Den store Nelson (Calibat 2019)
- Ludvig og Leo brænder skolen ned (Gyldendal Uddannelse, 2020)
- Ludvig og Leo brænder skolen ned - IGEN! (Gyldendal Uddannelse, 2021)
- Ludvig og Leo brænder skolen HELT ned (Gyldendal Uddannelse, 2022)

### Rollespilsudgivelser sammen med Malik Hyltoft
- Fusion (Høst & Søn 2000)
- I en god sags tjeneste (Høst & Søn 2001)
- Som landet ligger (The Outfit 2002)

### Andet
- Forfatter på computerspillet Get a Life (Umloud 2004)
- Manuskriptforfatter på animationsfilmen Down the Road (JA Film 2007)
- SOLO - survival guide til kreative freelancere (Dansk Psykologisk Forlag 2017)